# Ayuntamiento de Avilés
El Ayuntamiento de Avilés es el órgano encargado del gobierno y administración del municipio de Avilés, situado en el Principado de Asturias, España. Está presidido por el alcalde. En 2023 ocupa dicho cargo Mariví Monteserín, del FSA-PSOE.

## Alcaldes
| Periodo   | Nombre                                                                        | Partido                                    |
| --------- | ----------------------------------------------------------------------------- | ------------------------------------------ |
| 1979-1983 | Manuel Ponga Santamarta                                                       | Federación Socialista Asturiana (FSA-PSOE) |
| 1983-1987 | Manuel Ponga Santamarta                                                       | Federación Socialista Asturiana (FSA-PSOE) |
| 1987-1991 | Manuel Ponga Santamarta (1987-1988) Santiago Jesús Rodríguez Vega (1988-1991) | Federación Socialista Asturiana (FSA-PSOE) |
| 1991-1995 | Santiago Jesús Rodríguez Vega                                                 | Federación Socialista Asturiana (FSA-PSOE) |
| 1995-1999 | Agustín González Sánchez                                                      | Partido Popular (PP)                       |
| 1999-2003 | Santiago Jesús Rodríguez Vega                                                 | Federación Socialista Asturiana (FSA-PSOE) |
| 2003-2007 | Santiago Jesús Rodríguez Vega                                                 | Federación Socialista Asturiana (FSA-PSOE) |
| 2007-2011 | Pilar Varela Díaz                                                             | Federación Socialista Asturiana (FSA-PSOE) |
| 2011-2015 | Pilar Varela Díaz                                                             | Federación Socialista Asturiana (FSA-PSOE) |
| 2015-2019 | María Virtudes Monteserín Rodríguez                                           | Federación Socialista Asturiana (FSA-PSOE) |
| 2019-2023 | María Virtudes Monteserín Rodríguez                                           | Federación Socialista Asturiana (FSA-PSOE) |
| 2023-act. | María Virtudes Monteserín Rodríguez                                           | Federación Socialista Asturiana (FSA-PSOE) |

## Historia

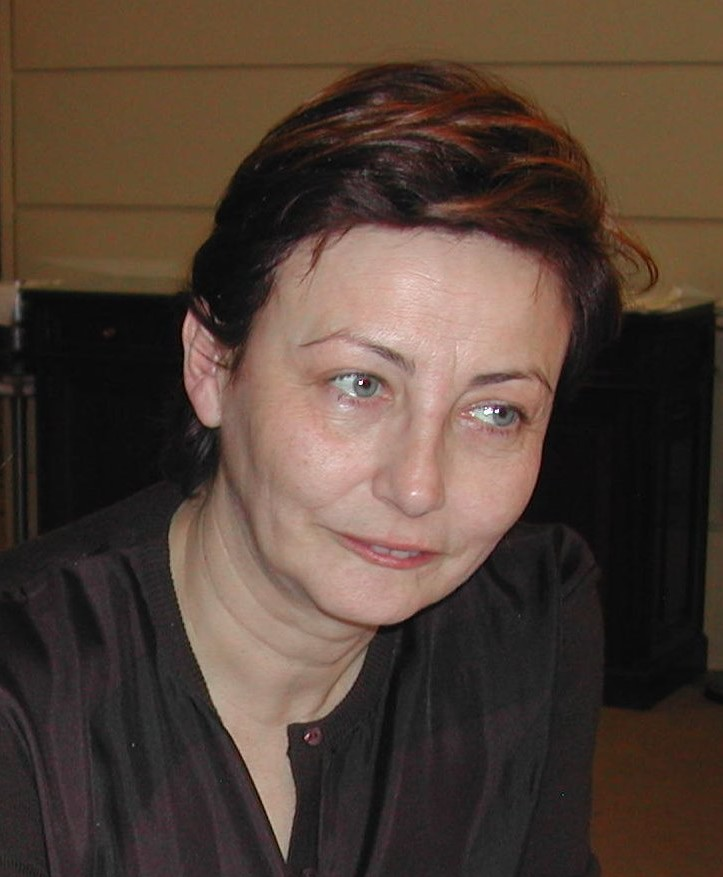
María Virtudes Monteserín Rodríguez, más conocida como Mariví Monteserín, alcaldesa desde 2015

En el concejo de Avilés, desde 1979, el partido que más veces ha conseguido la alcaldía ha sido el PSOE.
El primer alcalde después de la transición, fue el socialista Manuel Ponga Santamarta, quien alcanzó la alcaldía tras un pacto de gobierno con el Partido Comunista de Asturias, ya que no había logrado ser la lista más votada. En 1983, consiguió una amplísima mayoría absoluta que le permitió gobernar en solitario. En 1988, fue nombrado delegado del Gobierno del Principado de Asturias, dejando la alcaldía en manos del también socialista Santiago Rodríguez Vega, y tras haber ganado nuevamente las elecciones de 1987, esta vez sin mayoría absoluta.
Santiago Rodríguez Vega encabeza por primera vez la lista del PSOE a la alcaldía de Avilés en las elecciones de 1991, rozando la mayoría absoluta, y revalidando el cargo de alcalde. Sin embargo, en 1995, el Partido Popular logra ser la lista más votada y constituye un gobierno en minoría encabezado por Agustín González Sánchez.
En las elecciones de 1999, el PSOE vuelve a ser la lista más votada, con Santiago Rodríguez Vega a la cabeza, que de nuevo se queda a un concejal de la mayoría absoluta. Revalida su cargo tras las elecciones de 2003, gracias a un acuerdo de gobierno con Izquierda Unida, ya que el PP consiguió ser la lista más votada en esta ocasión.
A las elecciones de 2007, el PSOE acudió con un cartel renovado, siendo la lista más votada y logrando investir como la primera alcaldesa avilesina a Pilar Varela Díaz, que renovó el acuerdo de gobierno con Izquierda Unida. Tras las elecciones de 2011, Pilar Varela consigue de nuevo la alcaldía, esta vez en minoría, al no prosperar ningún acuerdo con ninguna otra fuerza política.
Cabe destacar, que en las elecciones de 2007, la Agrupación Social Independiente de Avilés (ASIA) presentó un recurso al considerar que dos votos del PP que se habían considerado válidos debían ser nulos por tener la marca de una cruz. Con esos dos votos asignados al PP, ASIA contaba con un concejal menos. Después de que la Junta Electoral Central y el Tribunal Superior de Justicia de Asturias rechazasen los planteamientos de ASIA, el Tribunal Constitucional consideró que tenían razón. De esta forma lograban el cuarto concejal al tiempo que modifican una interpretación de la ley en toda España.
En las elecciones de 2015, la candidata socialista fue Mariví Monteserín, que logró de nuevo que el PSOE fuera la lista más votada, si bien con dos escaños menos que en 2011. No obstante, a pesar de que Somos, IU y Ganemos intentaron arrebatarle la alcaldía a los socialistas, no alcanzaron la mayoría absoluta, por lo que Monteserín fue elegida alcaldesa del municipio al ser la suya la lista más votada. Desde entonces permanece en el cargo. Tras las elecciones municipales del año 2019 Mariví Monteserín revalidó su cargo de alcaldesa de Avilés.

## Pleno
| Candidatura | Candidatura                                                         | 2023   | 2019   | 2015   | 2011   | 2007   | 2003   | 1999   | 1995   | 1991   | 1987   | 1983   | 1979   |
| Candidatura | Candidatura                                                         | Ediles | Ediles | Ediles | Ediles | Ediles | Ediles | Ediles | Ediles | Ediles | Ediles | Ediles | Ediles |
|             | Partido Socialista Obrero Español (PSOE)                            | 10     | 10     | 8      | 10     | 11     | 10     | 12     | 9      | 12     | 10     | 17     | 10     |
|             | Partido Popular (PP) (Alianza Popular (AP) hasta 1987)              | 9      | 4      | 6      | 6      | 8      | 10     | 8      | 11     | 7      | 5      | 7      | —      |
|             | Cambia Avilés (CA)-Somos Avilés (SA)                                | 3      | 5      | 5      | —      | —      | —      | —      | —      | —      | —      | —      | —      |
|             | Vox                                                                 | 3      | 2      | —      | —      | —      | —      | —      | —      | —      | —      | —      | —      |
|             | Ciudadanos (CS)                                                     | 0      | 4      | 2      | —      | —      | —      | —      | —      | —      | —      | —      | —      |
|             | Foro Asturias (FAC)                                                 | 0      | 0      | 0      | 6      | —      | —      | —      | —      | —      | —      | —      | —      |
|             | Izquierda Unida (IU)-Partido Comunista de España (PCE)              | CA     | CA     | 3      | 3      | 2      | 4      | 4      | 5      | 5      | 4      | 2      | 4      |
|             | Ganemos                                                             | —      | 0      | 1      | —      | —      | —      | —      | —      | —      | —      | —      | —      |
|             | Agrupación Social Independiente de Avilés (ASIA)                    | —      | —      | —      | 0      | 4      | 1      | —      | 0      | —      | —      | —      | —      |
|             | Unión Renovadora Asturiana (URAS)-Partíu Asturianista (PAS)         | —      | —      | —      | 0      | 0      | 0      | 1      | 0      | 0      | —      | —      | —      |
|             | Centro Democrático y Social (CDS)-Unión de Centro Democrático (UCD) | —      | —      | —      | —      | —      | —      | —      | —      | 1      | 5      | 0      | 11     |

## Resultados electorales históricos
| Partido político                                 | 2023              | 2023              | 2023              | 2019              | 2019              | 2019              | 2015  | 2015   | 2015       | 2011  | 2011   | 2011       | 2007  | 2007   | 2007       | 2003  | 2003   | 2003       | 1999  | 1999   | 1999       | 1995  | 1995   | 1995       | 1991  | 1991   | 1991       | 1987  | 1987   | 1987       |
| Partido político                                 | Votos             | %                 | Concejales        | Votos             | %                 | Concejales        | Votos | %      | Concejales | Votos | %      | Concejales | Votos | %      | Concejales | %     | Votos  | Concejales | %     | Votos  | Concejales | %     | Votos  | Concejales | %     | Votos  | Concejales | %     | Votos  | Concejales |
| Federación Socialista Asturiana (FSA-PSOE)       | 33,05             | 12 488            | 9                 | 26,43             | 13 949            | 10                | 26,70 | 10 901 | 8          | 33,84 | 14 864 | 10         | 40,82 | 17 587 | 11         | 35,61 | 15 944 | 10         | 41,97 | 18 696 | 12         | 32,92 | 16 479 | 9          | 42,55 | 16 926 | 12         | 39,78 | 18 110 | 10         |
| Partido Popular (PP)                             | 30,56             | 11 545            | 9                 | 14,68             | 5621              | 4                 | 21,87 | 8931   | 6          | 20,95 | 9201   | 6          | 20,82 | 13 280 | 8          | 36,44 | 16 317 | 10         | 29,82 | 13 285 | 8          | 38,02 | 19 029 | 11         | 26,46 | 10 523 | 7          | 18,58 | 8457   | 5          |
| Cambia Avilés-Somos Avilés                       | 13,12             | 4958              | 4                 | 19,87             | 7608              | 5                 | 16,74 | 6835   | 5          | —     | —      | —          | —     | —      | —          | —     | —      | —          | —     | —      | —          | —     | —      | —          | —     | —      | —          | —     | —      | —          |
| Vox                                              | 12,47             | 4713              | 3                 | 7,46              | 2858              | 2                 | —     | —      | —          | —     | —      | —          | —     | —      | —          | —     | —      | —          | —     | —      | —          | —     | —      | —          | —     | —      | —          | —     | —      | —          |
| Ciudadanos (CS)                                  | 1,50              | 568               | 0                 | 13,38             | 5123              | 4                 | 7,71  | 3147   | 2          | —     | —      | —          | —     | —      | —          | —     | —      | —          | —     | —      | —          | —     | —      | —          | —     | —      | —          | —     | —      | —          |
| Foro Asturias (FAC)                              | 1,13              | 427               | 0                 | 1,70              | 651               | 0                 | 4,88  | 1993   | 0          | 21,40 | 9398   | 6          | —     | —      | —          | —     | —      | —          | —     | —      | —          | —     | —      | —          | —     | —      | —          | —     | —      | —          |
| Izquierda Unida (IU)                             | Con Cambia Avilés | Con Cambia Avilés | Con Cambia Avilés | Con Cambia Avilés | Con Cambia Avilés | Con Cambia Avilés | 13,18 | 5383   | 3          | 11,89 | 5222   | 3          | 9,38  | 4042   | 2          | 13,85 | 6200   | 4          | 13,53 | 6027   | 4          | 18,65 | 9333   | 5          | 19,17 | 7624   | 5          | 14,49 | 6595   | 4          |
| Ganemos                                          | —                 | —                 | —                 | 2,86              | 1098              | 0                 | 5,42  | 2215   | 1          | —     | —      | —          | —     | —      | —          | —     | —      | —          | —     | —      | —          | —     | —      | —          | —     | —      | —          | —     | —      | —          |
| Agrupación Social Independiente de Avilés (ASIA) | —                 | —                 | —                 | —                 | —                 | —                 | —     | —      | —          | 3,09  | 1358   | 0          | 13,70 | 5904   | 4          | 5,33  | 2387   | 1          | –     | –      | –          | –     | –      | –          | –     | –      | –          | –     | –      | –          |
| Unión Renovadora Asturiana (URAS)                | –                 | –                 | –                 | –                 | –                 | –                 | –     | –      | –          | 0,43  | 187    | 0          | 1,62  | 699    | 0          | 1,81  | 811    | 0          | 5,64  | 2512   | 1          | –     | –      | –          | –     | –      | –          | –     | –      | –          |

## Evolución de la deuda viva municipal
El concepto de deuda viva contempla sólo las deudas con cajas y bancos relativas a créditos financieros, valores de renta fija y préstamos o créditos transferidos a terceros, excluyéndose, por tanto, la deuda comercial.
| Gráfica de evolución de la deuda viva del Ayuntamiento entre 2008 y 2023                         |
|                                                                                                  |
| Deuda viva del Ayuntamiento de Avilés, en miles de euros, según datos del Ministerio de Hacienda |